# Erich Spiering
Erich Spiering (* 2. Oktober 1906 in Neklatz, Landkreis Greifenberg i. Pom.; † unbekannt) war ein deutscher Politiker der DDR-Blockpartei DBD. Er war Abgeordneter der Volkskammer der DDR und Vorsitzender des Bezirksvorstandes Rostock der DBD. 

## Leben
Spiering war der Sohn eines Landarbeiters. Er besuchte die Volksschule in Rütznow-Dargislaff und die Landwirtschaftsschule in Treptow an der Rega. Nach dem Schulbesuch war er bis 1944 als Landarbeiter und Landwirt tätig. 1944/1945 leistete er Kriegsdienst. Von 1945 bis 1950 war er erneut als Landarbeiter tätig. 1951/1952 war er Neubauer in Wrangelsburg. 1952 trat er der DBD bei und war seit 1953 Mitglied  des Kreisvorstandes Greifswald der DBD. 1952 war er Mitbegründer, seit 1953 Erster Vorsitzender der LPG „Karl Liebknecht“ in Wrangelsburg, später Vorsitzender der LPG Karlsburg. Seit 1954 war Spiering Abgeordneter des Kreistages Greifswald und der Ständigen Kommission für Bauwesen. Von 1958 bis 1963 war er Abgeordneter der Volkskammer und Mitglied ihres Ausschusses für Land- und Forstwirtschaft.
Von 1960 bis 1963 wirkte Spiering als Vorsitzender des Bezirksvorstandes Rostock der DBD.